# Szántó Albert
Szántó Albert, született Sztrazsovecz Albert György János (Zayugróc, 1855. augusztus 23. – Budapest, 1923. március 7.) mérnök, miniszteri tanácsos.

## Élete
Szántó (Sztrazsovecz) János és Bachár Krisztina elsőszülött gyermeke. Diplomáját a József Műegyetemen szerezte 1884-ben. Magyar királyi főmérnök volt a kereskedelmi minisztériumban, 1897-től a Ferenc József-rend lovagja. A budapesti Szabadság híd építésénél műszaki tanácsosként működött. 1896-ban a következőképpen emlékezett a híd építésére: „A Fővámház téri híd építését pedig főképp az a körülmény tette kívánatossá, mert az Eskü téri híd, bármilyen megfelelő legyen is az elhelyezése, a teherforgalom közvetítését egyáltalán nem ölelheti fel, mert a híd itt természetesen csak a Belvároson keresztül lesz megközelíthető. A Belváros utczái pedig annyira keskenyek és annyira nélkülözik a czélszerű összefüggést, hogy a teherforgalmat azokba nem bevezetni, hanem onnan inkább elterelni szükséges.” Neje bányai és woldorffi Benedek Róza volt, aki 1943. január 20-án hunyt el, 76. évében.

## Munkái
- A budapesti Ferencz József híd építésének története (Czekelius Auréllal közösen, Pátria nyomda Rt., Budapest, 1896)
- A budapesti margitszigeti szárnyhid építésének története (Hornyánszky, Budapest, 1900)